# Museum Stoomtrein der Twee Bruggen
Le "Museum Stoomtrein der Twee Bruggen - MSTB" (en français : Musée du Train à Vapeur des deux Ponts) fut un chemin de fer touristique circulant en région bruxelloise, entre Vilvorde (pont Brûlé) et le pont de Buda.

## Ligne exploitée
Ce parcours était en fait un tronçon de 6,5 km du complexe de lignes industrielles du port de Bruxelles-Vilvorde, exploitée entre 1908 et 1975 par un opérateur privé : le Chemin de fer industriel du port de Vilvorde et extensions (CFI).

## Historique
- En 1978, Jean Duvivier, initiateur du projet, découvre et acquiert une locomotive à vapeur fonctionnelle dans une mine de la région liégeoise. Il négocie alors sans succès avec la SNCB les modalités d'une exploitation touristique en région bruxelloise.
- L'accueil est beaucoup plus enthousiaste aux CFI et un accord est rapidement trouvé. L'exploitation débute en 1980 et le train circule les samedis, dimanches et jours fériés avec la locomotive à vapeur n°1627 et une voiture L ex SNCB[1].
- Le succès est rapide, et dès 1983, deux voitures supplémentaires sont acquises, alors que le parc de traction s'étoffe progressivement.
- L'année 1986 voit un tassement de la fréquentation et une offre de trains-buffets est lancée qui rencontre rapidement le succès.
- Lorsqu'il fut question de déposer les voies du CFI au milieu des années 1990, le MSTB cessa ses activités et fut démantelé, avec la majorité de la collection fut acquise par le "Stoomtrein Maldegem-Eeklo". La dissolution de l'asbl se clôtura par un solde financier positif.

## La Collection
Les listes qui suivent ne sont pas exhaustives et doivent être complétées ou actualisées au fil du temps (dernière actualisation en janvier 2024) :

### Locomotives à vapeur
| Matricule                     | Constructeur et date                               | État actuel                                               | Origine et informations techniques | Photo |
| ----------------------------- | -------------------------------------------------- | --------------------------------------------------------- | --- | ----- |
| 1627 dite "Jean-Marie"        | Ateliers métallurgiques de Tubize (Belgique), 1911 | Hors service (à vendre).                                  | - Locomotive à vapeur de type 020T. - Elle fut utilisée par les "Charbonnages du Bonnier" de Grâce-Berleur jusqu'en 1980. - Elle est reprise ensuite par l'asbl. - Reprise en 1991 par le Stoomtrein Maldegem Eeklo. - Revendue en 2012 à "Flanders Surplus N.V." (elle est toujours à vendre actuellement en 2024!). - Capacité de la soute à charbon : 0 t. - Capacité de la soute à eau : 0 000 L (0,0 m3). - 00 m, 00 t, vitesse maximum : 00 km/h. |       |
| 947 dite "Yvonne"             | Société de Saint-Léonard (Liège - Belgique), 1893  | Opérationnelle                                            | - Locomotive à vapeur de type 020T. - Elle fut utilisée par les "Charbonnages de Maireux Bas-Bois" jusqu'en 1980. - Reprise ensuite par l'asbl jusqu’à sa disparition. - Reprise en 1991 et remise en état de marche par le Stoomtrein Maldegem Eeklo. - Capacité de la soute à charbon : 0 t. - Capacité de la soute à eau : 0 000 L (0,0 m3). - 00 m, 00 t, vitesse maximum : 00 km/h.                                                                |       |
| PF 84 (no 3398)               | La Meuse (Liège - Belgique), 1930                  | Hors service (exposée devant la cafétéria à Mariembourg). | - Locomotive à vapeur de type 020T. - Elle a commencé sa carrière à l'usine Pieux Franki à Liège (où elle portait le numéro 84). - Vendue en 1940 au "Charbonnage de Wérister". - Transférée en 1988 à l'asbl. - Acquise au CFV3V en 1990. - Capacité de la soute à charbon : 0 t. - Capacité de la soute à eau : 0 000 L (0,0 m3). - 00 m, 00 t, vitesse maximum : 00 km/h.                                                                            |       |
| Locomotive sans foyer no 3432 | La Meuse (Liège - Belgique), 1932                  | Ferraillée ?                                              | - Locomotive sans foyer de type 020T. - Elle fut utilisée par "UNK" jusqu'en 1988 puis cédée à l'asbl. |       |

### Locotracteurs diesel
| Matricule       | Constructeur et date        | État actuel | Origine et informations techniques | Photo |
| --------------- | --------------------------- | ----------- | --- | ----- |
| Deutz no 56415  | Deutz, 1956                 |             | - Locotracteur de type A4L 514R. - Rachetée au marchand de Charbon Devis, revendue à la société Ambrogio de Muizen en 1995 qui l'utilisa quelques années puis l'exposa en monument. |       |
| Renault no 1209 | Constructeur inconnu, 1948. |             | - Repris par le Stoomtrein Dendermonde-Puurs. |       |

### Autorail
| Matricule | Constructeur et date | État actuel  | Origine et informations techniques | Photo |
| --------- | -------------------- | ------------ | --- | ----- |
| 4620      | Usines Ragheno, 1953 | Opérationnel | - Autorail ex-SNCB. - 16 m, 33 t, vitesse maximum : 80 km/h. - Capacité du réservoir à gazole : 300 L. - 76 places assises. - Acquis en 1987 par Roger Maes (membre de l'asbl) et mis à disposition de l'association. - Repris par le Stoomtrein Maldegem Eeklo. |       |

### Voitures à voyageurs
| Matricule                                      | Constructeur et date      | État actuel                                       | Origine et informations techniques | Photo |
| ---------------------------------------------- | ------------------------- | ------------------------------------------------- | --- | ----- |
| Voiture L no 31.110 (1re classe)               | Usines Ragheno, 1935      | Opérationnelle                                    | - 19 m, 00 t, vitesse maximum : 120 km/h. - 64 places assises. - Acquise en 1981. - Reprise d'abord par l'asbl Vennbahn en 1991, reprise ensuite par le Train 1900 (Luxembourg). - Numéro UIC : 50 88 18-26 410-5.                       |       |
| Voiture L no 32.127 (2e classe)                | Ateliers Germain, 1935    | Opérationnelle                                    | - 19 m, 00 t, vitesse maximum : 120 km/h. - 97 places assises. - Acquise en 1983. - Reprise d'abord par l'asbl Vennbahn en 1991, reprise ensuite par le Train 1900 (Luxembourg). - Numéro UIC : 50 88 18-26 527-2.                       |       |
| Voiture M1 no 42.005 (2e classe)               | Ateliers de la Dyle, 1936 | Hors service (transformé en restaurant atypique). | - 22 m, 00 t, vitesse maximum : 120 km/h. - 94 places assises. - Acquise en 1983. - Reprise ensuite par le Stoomtrein Maldegem Eeklo puis rachetée par un privée du côté de l'ancienne gare de Raeren. - Numéro UIC : 50 88 29-26 602-4. |       |
| 1 voiture à deux essieux (d'origine inconnue). |                           |                                                   | |       |

- Quelques wagons utilisés comme boutique ou comme véhicules de service.